# Vláda Milana Čiče
Vláda Milana Čiče působila na Slovensku od 12. prosince 1989 do 26. června 1990. Jednalo se o vládu Slovenska v rámci ČSFR.
Předsedou vlády byl Milan Čič. Vládu tvořili zástupci Veřejnosti proti násilí (VPN).

## Složení vlády
- předseda vlády: Milan Čič
- 1. místopředseda vlády: Vladimír Lexa
- místopředsedové vlády
  - Jozef Markuš
  - Vladimír Ondruš
  - Alexander Varga
- ministr financí, cen a mezd: Michal Kováč
- ministr kultury:
  - Ladislav Chudík (do 29. 3. 1990)
  - Ladislav Snopko (od 29. 3. 1990)
- ministr lesního a vodního hospodářství a dřevozpracujícího průmyslu: Ivan Veselý
- ministr obchodu a cestovního ruchu: Matej Roľko
- ministr zemědělství a výživy: Miroslav Belanský
- ministr práce: Kazimir Nagy
- ministr průmyslu: Ján Ducký
- ministr spravedlnosti: Ladislav Košťa
- ministr školství, mládeže a tělesné výchovy: Ladislav Kováč
- ministr vnitra a životního prostředí:
  - Milan Čič (ad interim)
  - Vladimír Mečiar (od 11. 1. 1990)
- ministr výstavby a stavebnictví: Ivan Šteis
- ministr zdravotnictví a sociálních věcí:
  - Jozef Markuš (ad interim)
  - Stanislav Novák (od 11. 1. 1990)
- Slovenská komise pro plánování a vědecko-technický rozvoj: Vladimir Lexa
- Výbor lidové kontroly Slovenské socialistické republiky:
  - Mária Kolaříková (pověřena řízením)
  - Silvester Minarovič (od 11. 1. 1990)